# Lysá nad Labem
Lysá nad Labem (prononciation tchèque : [lɪsaː nad labɛm] ; en allemand : Lissa an der Elbe) est une ville du district de Nymburk, dans la région de Bohême-Centrale, en République tchèque. Sa population s'élevait à 10 062 habitants en 2024.

## Géographie
Lysá nad Labem est arrosée par l'Elbe et se trouve à 13 km à l'est de Brandýs nad Labem-Stará Boleslav, à 16 km à l'ouest de Nymburk et à 32 km au nord-est de Prague.
La commune est limitée par Stará Lysá et Milovice au nord, par Stratov et Ostrá à l'est, par Semice, Přerov nad Labem et Čelákovice au sud, et par Káraný et Sojovice à l'ouest.

## Histoire
La première mention écrite de la localité date du XIe siècle

## Galerie

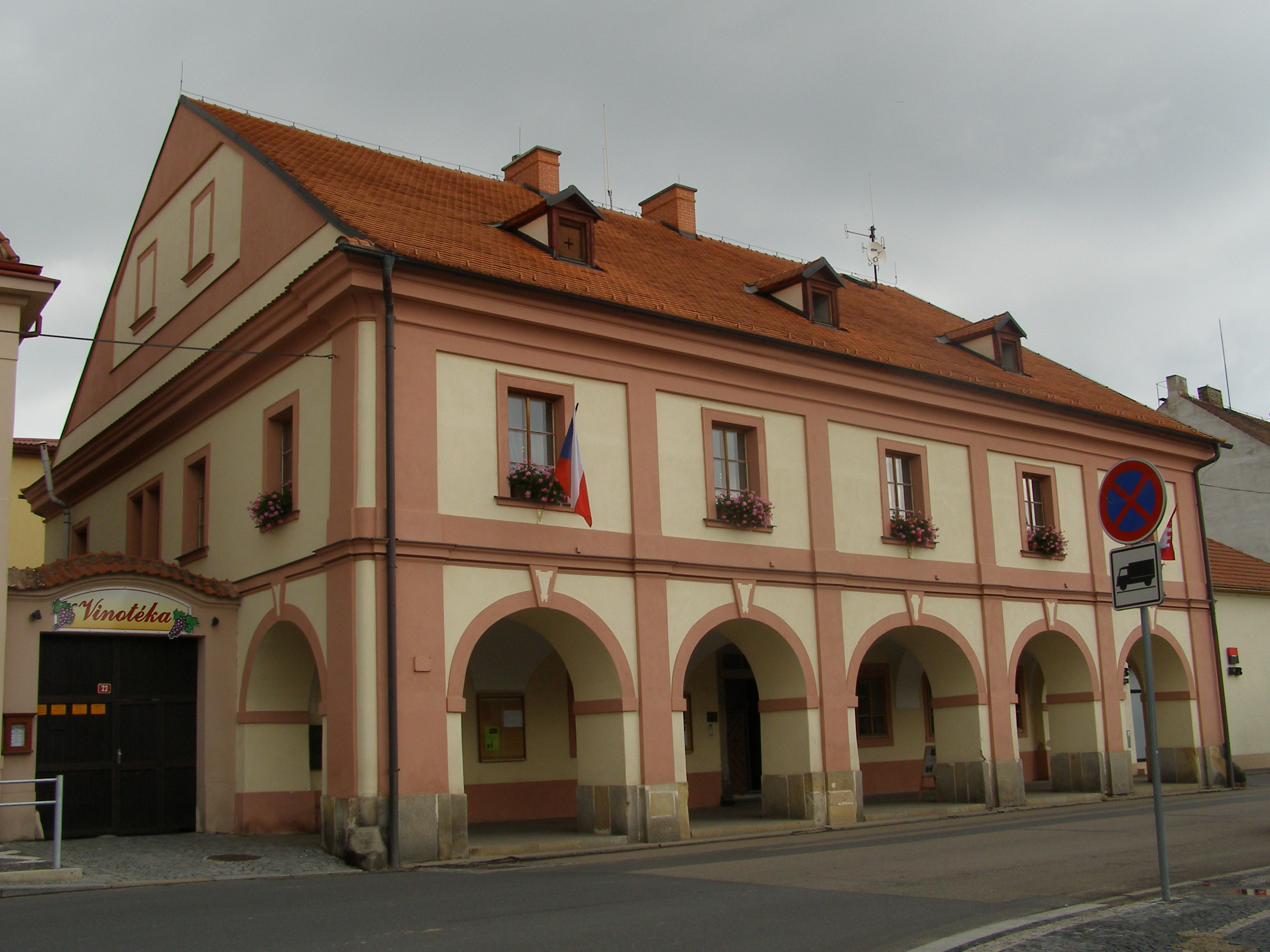
Lysá nad Labem : l'hôtel de ville.
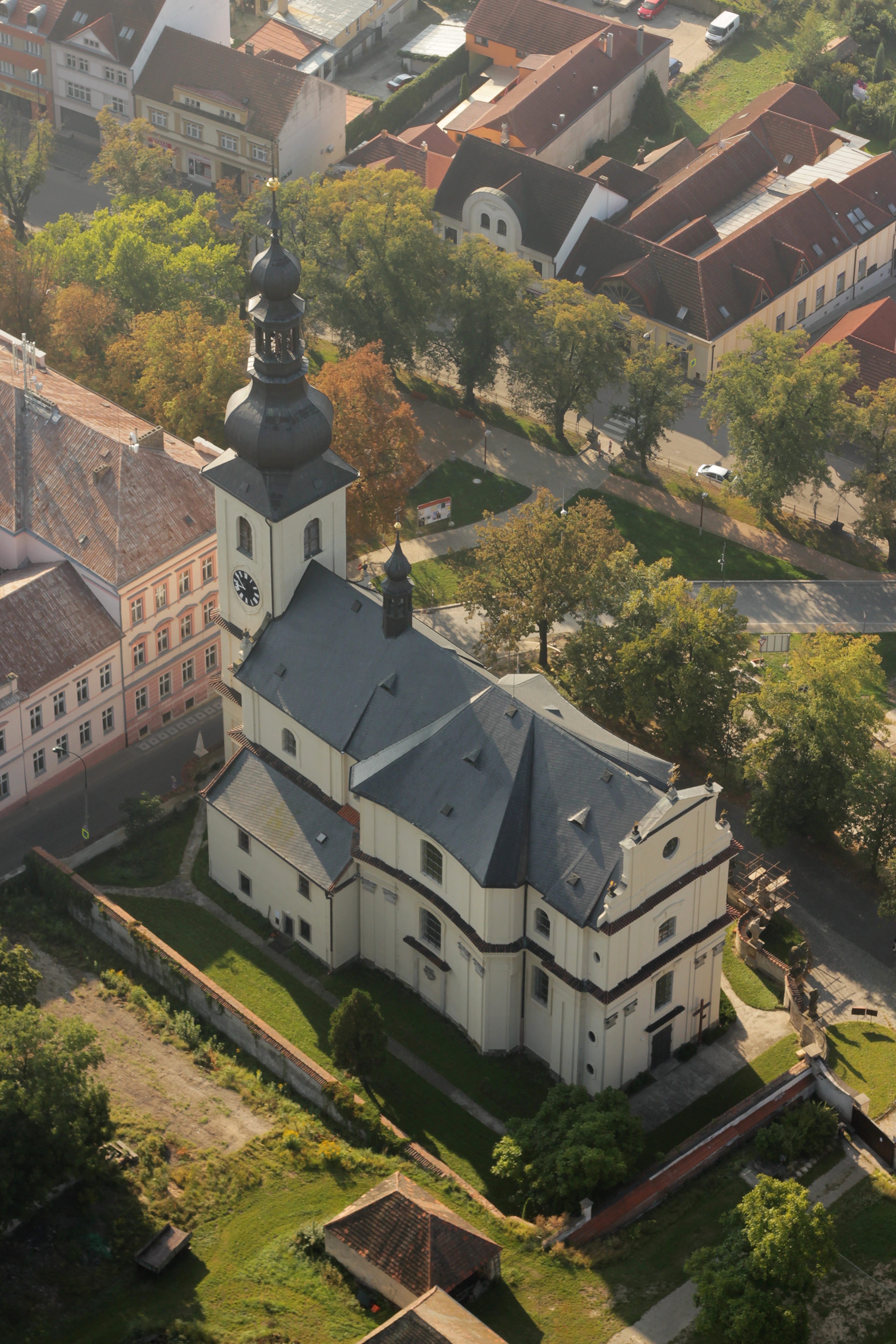
L'église Saint-Jean-Baptiste.

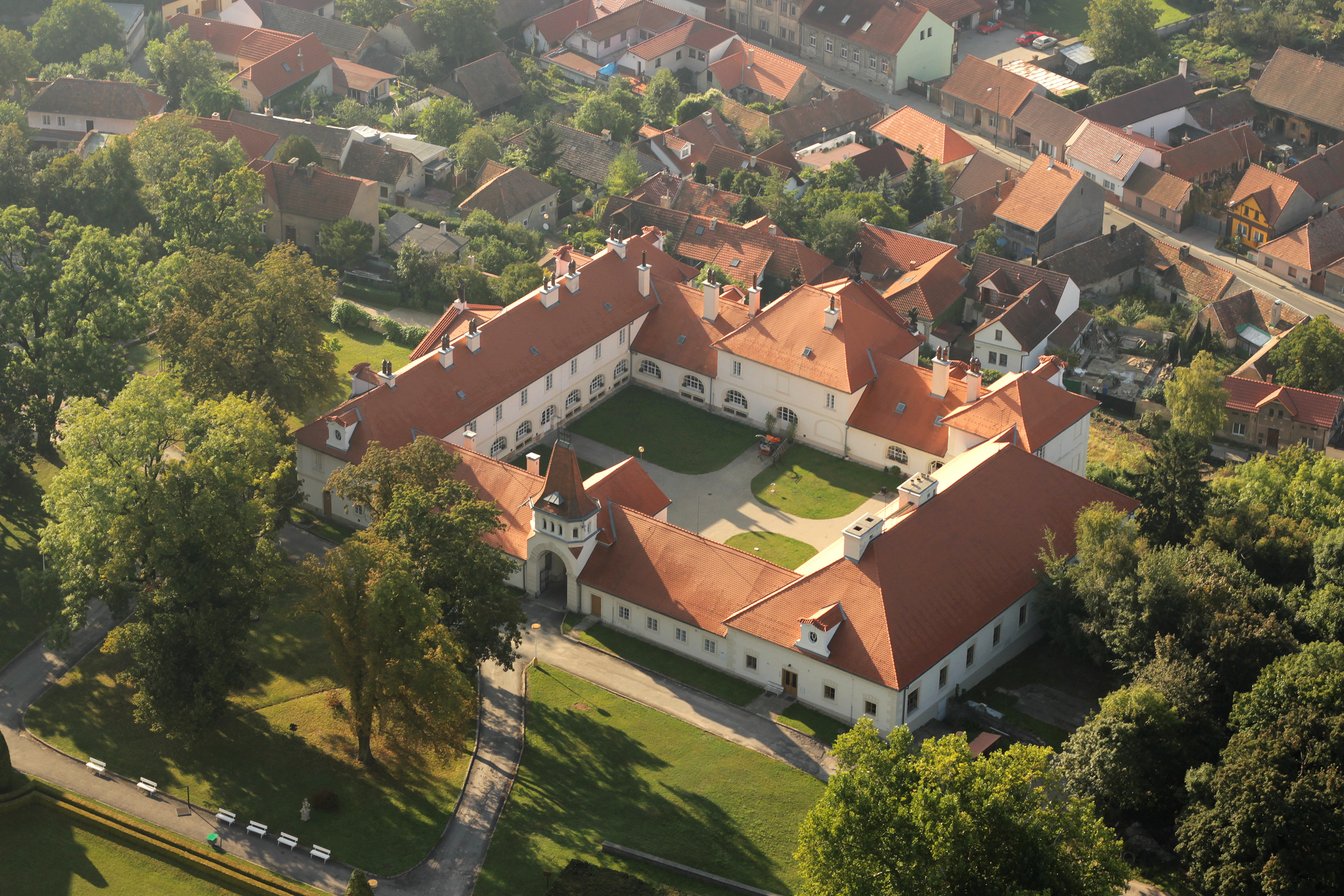
Monastère à Lysá nad Labem.

## Population
Recensements (*) ou estimations de la population :
| 1869* | 1880* | 1890* | 1900* | 1910* | 1921* |
| ----- | ----- | ----- | ----- | ----- | ----- |
| 4 177 | 4 749 | 4 663 | 4 943 | 5 376 | 5 977 |

| 1930* | 1950* | 1961* | 1970* | 1980* | 1991* |
| ----- | ----- | ----- | ----- | ----- | ----- |
| 7 863 | 7 907 | 8 902 | 9 811 | 9 113 | 8 450 |

| 2001* | 2011* | 2015  | 2016  | 2017  | 2018  |
| ----- | ----- | ----- | ----- | ----- | ----- |
| 8 208 | 8 803 | 9 222 | 9 334 | 9 460 | 9 551 |

| 2019  | 2020  | 2021  | 2022  | 2023  | 2024   |
| ----- | ----- | ----- | ----- | ----- | ------ |
| 9 717 | 9 795 | 9 825 | 9 859 | 9 732 | 10 062 |